# Barbaciano de Ravena
Barbaciano (f. Ravena, siglo V) fue un religioso romano, activo en Ravena en la época de Gala Placidia. La Iglesia Católica lo venera como santo y lo recuerda el 31 de diciembre.

## Hagiografía
Lo que sabemos de Barbaciano se cuenta en el Acta sancti Barbatiani presbiteri et confessoris, ciertamente escrito antes del siglo XI, ya que inspiraron entonces el sermón LXV de Pedro Damián compuesto en honor a Barbaciano.
Según el Acta, Barbaciano, originario de Antioquía, habría venido a Roma a principios del siglo V para dedicarse a una vida de oración y penitencia en el cementerio de Calisto. Obtuvo numerosos milagros y su reputación de santidad llegó a la emperatriz Gala Placidia, quien lo quiso como su padre espiritual y lo llevó con ella a Rávena.  Aquí Barbaciano estableció una comunidad de monjes y construyó un monasterio (San Giovanni Battista).
Pero los Acta, se ha demostrado, son solo una novela hagiográfica, compuesta por un romano desconocido residente en Rávena, quien supuestamente reunió una serie de eventos y milagros de otros santos, tal vez con motivo del traslado de los restos del santo de la Monasterio a la Catedral.
Según Testi Rasponi, Barbaciano era en realidad un sacerdote de Rávena del monasterio de San Giovanni Battista, que murió después de Teodorico (526) y luego venerado por la gente de Rávena.

## Veneración
El Martirologio Romano celebra su memoria el 31 de diciembre:

"En Ravenna, San Barbazian, sacerdote".
Martirologio romano

A la muerte de Barbaciano tanto la emperatriz, Gala Placidia, como el obispo de Rávena, Pedro Crisólogo, se habrían encargado de que fuera enterrado en su monasterio, que más tarde se llamaría de los santos Giovanni y Barbaciano.
Sus reliquias se guardan en la catedral de Rávena en un sarcófago del siglo VI.
En Bolonia hubo una iglesia parroquial, primero regentada por los canónigos de Letrán y más tarde por los ermitaños de San Girolamo, suprimida en 1806, dedicada al santo. Según la tradición, su fundación tuvo lugar a instancias de san Petronio de Boloña en 432, aunque las primeras evidencias certeras se remontan sólo al siglo XII.